# Hydriomena victoria
Hydriomena victoria là một loài bướm đêm trong họ Geometridae.